# 群馬県道214号磯部停車場上野尻線

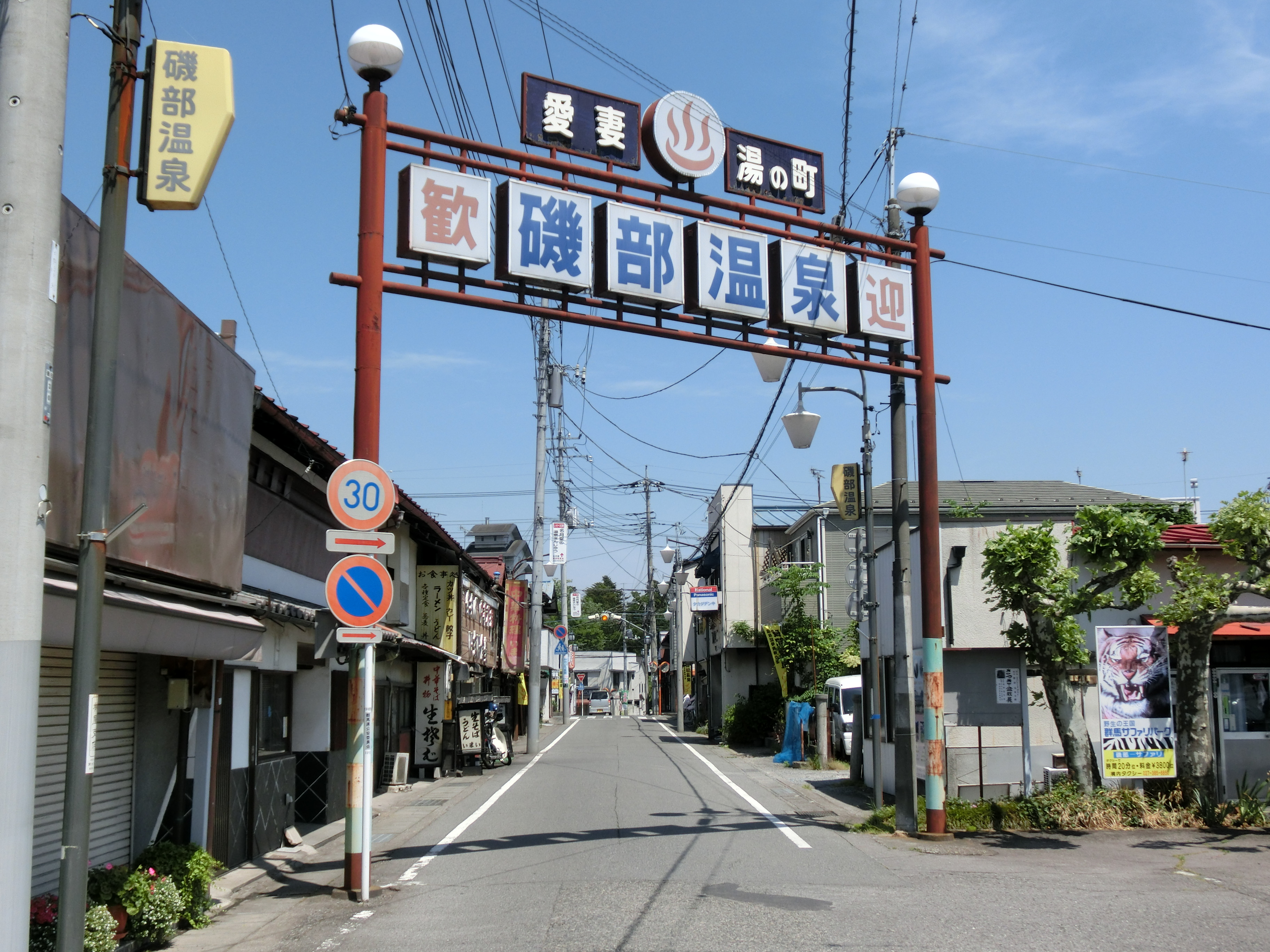
起点・磯部駅北口
起点より北方向（磯部温泉入口ゲート）を望む。

群馬県道214号磯部停車場上野尻線（ぐんまけんどう 214ごう いそべていしゃじょうかみのじりせん）は、群馬県安中市を通過する一般県道である。

## 概要
本県道は、安中市磯部の磯部駅から東進し、同市安中までを結ぶ路線である。まず磯部駅北口から磯部温泉の入口ゲートを通過、温泉街や磯部交差点を経由したのち、JR信越本線とほぼ並行しながら走る。
起点の磯部駅北口は、群馬県道194号宇田磯部停車場線の終点かつ群馬県道213号磯部停車場妙義山線・群馬県道220号磯部停車場線の起点でもあり、本県道は温泉街にてこれらの3路線と重複している。

### 路線データ
- 起点 : 群馬県安中市磯部1丁目 磯部駅北口[注釈 1]（群馬県道194号宇田磯部停車場線終点、群馬県道213号磯部停車場妙義山線起点、群馬県道220号磯部停車場線起点）
- 終点 : 群馬県安中市安中1,2丁目（群馬県道125号一本木平小井戸安中線交点）[注釈 2]
- 総延長 : 5.0874 km[2]
  - 実延長 : 3.2800 km[2]
  - 重用延長 : 1.8074 km[2]

## 歴史
- 1959年（昭和34年）9月18日：群馬県より現・道路法に基づき、県道磯部停車場上野尻線（磯部停車場 - 一級国道18号線交点〈安中市大字安中字上野尻〉、整理番号104）が路線認定される[3]。
  - 同日、前身路線にあたる県道安中磯部線（安中市 - 同市大字西上磯部、整理番号155）が路線廃止される[4]。

## 路線状況

### 重複区間
- 群馬県道213号磯部停車場妙義山線（起点 - 安中市磯部1丁目）
- 群馬県道194号宇田磯部停車場線、群馬県道220号磯部停車場線（起点 - 安中市磯部1,3丁目・磯部交差点）
- 群馬県道48号下仁田安中倉渕線（安中市磯部1,3丁目・磯部交差点 - 磯部4丁目/東上磯部）

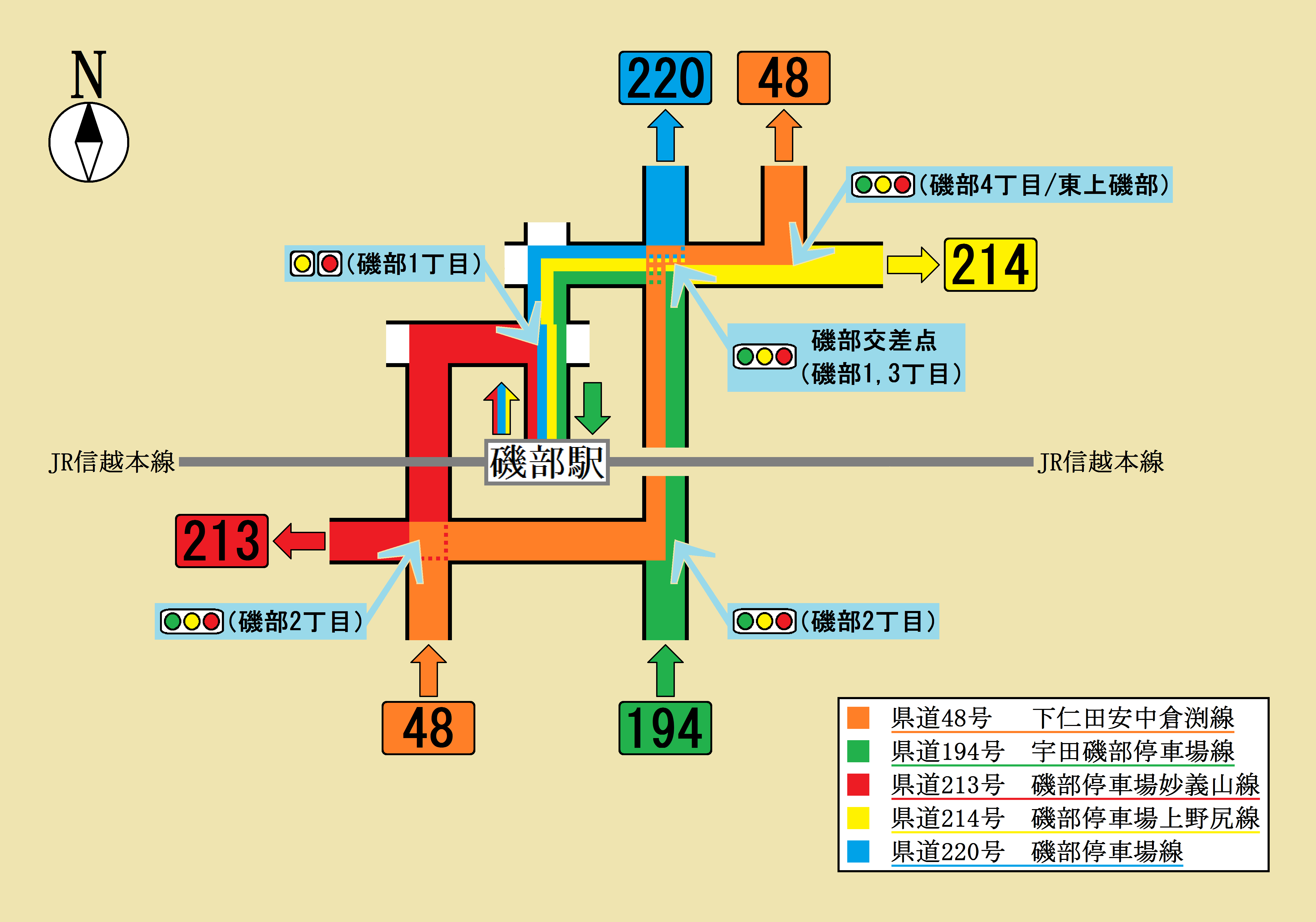
磯部駅周辺の群馬県道・概略図（2015年9月作成）
おもに駅周辺の群馬県道を表示、矢印は各県道の「起点→終点」方向を表す。

## 地理

### 通過する自治体
- 群馬県
  - 安中市

### 交差する道路
- 群馬県道213号磯部停車場妙義山線（安中市磯部1丁目）※起点からここまで重複
- 群馬県道48号下仁田安中倉渕線、群馬県道194号宇田磯部停車場線、群馬県道220号磯部停車場線（安中市磯部1,3丁目・磯部交差点）※県道194号と県道220号は起点からここまで重複、県道48号はここから重複
- 群馬県道48号下仁田安中倉渕線（安中市磯部4丁目/東上磯部）※ここまで重複

### 交差する河川
- 碓氷川（七曲橋、安中市安中 - 安中1,2丁目）

### 沿線
- 磯部駅（JR信越本線）（安中市磯部1丁目）
- 磯部温泉（安中市磯部1,3丁目/郷原）
- 磯部郵便局（安中市磯部1丁目）
- 安中市立磯部小学校（安中市磯部4丁目）
- さざんかタウン（安中市下磯部）